# 殺せんせーションズ
「殺せんせーションズ」（ころせんせーションズ）は、せんせーションズの楽曲。2015年3月18日にDVDシングルとしてジェイ・ストームから発売。

## 概要
- せんせーションズとしては、初のDVDシングルである。

- 初回限定盤・通常盤の2種類での発売となり、それぞれ収録内容・ジャケット写真ともに異なる。

- 表題曲は、2015年3月21日に公開されたHey! Say! JUMPの山田涼介主演映画『暗殺教室』の主題歌である。ただし、今回は「Hey! Say! JUMP」ではなく、殺せんせープロデュースのグループ「せんせーションズ」名義で発売（アルバム『JUMPing CAR』初回限定盤1には、Hey! Say! JUMP ver.が収録されている）。

- 初回限定盤・通常盤には、表題曲のビデオクリップ〝バトルモード〝を収録。

- 初回限定盤には、表題曲のメイキング映像〝アクティブサイド〝と表題曲のCDを封入。また、オリジナル・カラオケ1曲を収録。

- 通常盤には、表題曲のビデオクリップ〝オペレーションモード〝と表題曲のメイキング映像〝パシッブサイド〝を収録。

## 収録曲

### DVD

#### 通常盤
1. 「殺せんせーションズ」ビデオクリップ・バトルモード
2. 「殺せんせーションズ」ビデオクリップ・オペレーションモード
3. 「殺せんせーションズ」メイキング映像・パッシブサイド

#### 初回限定盤
1. 「殺せんせーションズ」ビデオクリップ・バトルモード
2. 「殺せんせーションズ」メイキング映像・アクティブサイド

### CD
※初回限定盤のみ
1. 殺せんせーションズ
作詞：VANDRYTHEM、作曲：清水昭男
  - 山田涼介主演 映画「暗殺教室」主題歌
2. 殺せんせーションズ（オリジナル・カラオケ）